# Idiocerus freytagi
Idiocerus freytagi är en insektsart som beskrevs av Hamilton 1980. Idiocerus freytagi ingår i släktet Idiocerus och familjen dvärgstritar. Inga underarter finns listade i Catalogue of Life.